# Хасин, Виктор Яковлевич
Виктор Яковлевич Хасин (Хассин) (1915—1944) — лётчик-ас, участник Великой Отечественной войны, командир эскадрильи 271-го истребительного авиационного полка 274-й истребительной авиационной дивизии 1-го истребительного авиационного корпуса 3-й воздушной армии Калининского фронта, Герой Советского Союза, гвардии майор

## Биография
Родился в семье служащего. Еврей. Член ВКП(б) с 1940 года. Окончив школу фабрично-заводского ученичества (ФЗУ), работал на Винницком химическом заводе. Летать учился в аэроклубе и Харьковской школе инструкторов-планеристов. Окончил 4 курса рабфака промкооперации, работал инструктором-лётчиком в аэроклубе города Винницы. 
В РККА с 1939 года. В том же году окончил Одесскую военную авиационную школу пилотов. Участник Великой Отечественной войны с июня 1941 года. Сражался на Юго-Западном, Калининском, Северо-Западном, Сталинградском фронтах.
К марту 1943 года совершил 659 успешных боевых вылетов. Участвуя в 257 воздушных боях, он лично сбил по данным наградных документов 10 и в составе группы 5 вражеских самолётов, по данным позднейших исследований сбил 8 лично и 7 в группе. Уничтожил ещё 8 самолётов противника на аэродромах.
Приказом Народного комиссара обороны СССР от 18 марта 1943 года за образцовое выполнение заданий командования 274-я истребительная авиационная дивизия была преобразована в 4-ю гвардейскую, а 271-й истребительный авиационный полк — в 64-й гвардейский.
С июня 1943 года работал лётчиком-испытателем Научно-испытательного института № 3 при СНК СССР, с ноября по декабрь 1943 года - лётчик 599-й учебно-тренировочной эскадрильи.
14 января 1944 года отважный лётчик-истребитель, командир эскадрильи 66-го гвардейского истребительного авиационного полка (4-я гвардейская истребительная авиационная дивизия) гвардии майор Хасин В. Я. трагически погиб в Москве.
За период участия в войне В. Я. Хасин имел на своём боевом счету, по различным источникам, от 18 (тринадцать сбитых лично и пять — в группе) до 33 (лично сбитых двадцать восемь и в группе — пять) самолётов противника.  
Всего совершил около 700 боевых вылетов (включая около 250 на Р-5)
Похоронен в Москве на Новодевичьем кладбище (старая часть, участок № 4, ряд 5, могила 11).

## Награды
Ордена Ленина (22.09.1942) 
Указом Президиума Верховного Совета СССР от 1 мая 1943 года за образцовое выполнение боевых заданий командования на фронте борьбы с немецко-фашистским захватчиками и проявленные при этом мужество и героизм капитану Хасину Виктору Яковлевичу присвоено 

звание Героя Советского Союза с вручением ордена Ленина и медали «Золотая Звезда» (№ 936). Награждён орденом Красного Знамени (06.02.1943). 

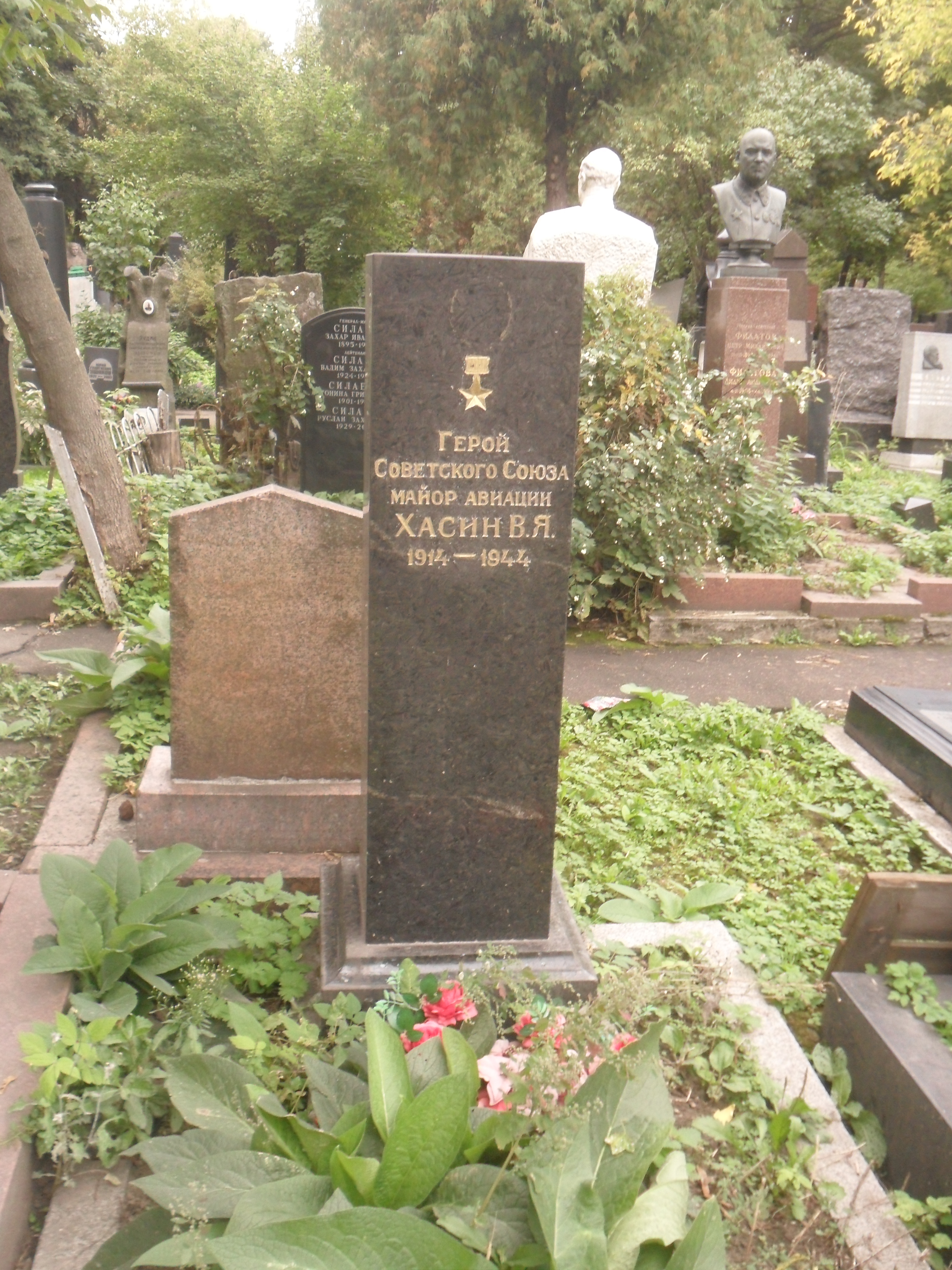
Могила Хасина на Новодевичьем кладбище Москвы

## Память

#### БЕССТРАШНЫЙ СОКОЛ
Архивные документы сохранили много свидетельств о героических подвигах Виктора Яковлевича Хасина, который прошёл путь от рядового лётчика до командира эскадрильи.
"Хасина вызвали в штаб. В районе Змиева скопились танки врага.
Приказ был кратким: уничтожить!
«Девятка» немедля поднялась в небо.
Вот и цель. Самолёты заняли боевые позиции, когда - вдруг из-за туч вынырнули 18 «мессершмиттов», Хасин во главе одного звена штурмовиков начал бой. А другие в это время имели возможность сбросить свой смертоносный груз на танки противника. Подоспевшие на помощь отштурмовавшиеся экипажи дали возможность выйти звену Хасина из боя и также напасть на вражескую колонну.
Группой сожжено девять танков и сбит один «мессер», остальные разогнаны. Лично командир сбил вражеский самолёт и поджёг два танка. Таким был итог этого боя." (с)

#### Защитники твердыни на Волге стояли насмерть...
Сталинград боролся днём и ночью. Ни на минуту не прекращались взрывы бомб, снарядов. Вокруг на земле не было живого места. Как-то во время одного боевого полета Виктор обнаружил в районе Морозовской вражеский аэродром,
на котором были замаскированы более ста самолётов. Уточнив расположение аэродрома, доложил о результатах командованию. На уничтожение самолётов противника вылетела большая группа «илов» под прикрытием истребителей.
Хасин первым бросился на цель. Немцы всполошились. Им на помощь с соседнего аэродрома прилетело шестнадцать «мессершмиттов». Отважный командир вступил в неравный бой, чтобы штурмовики имели возможность выполнить задание. Несмотря на количественный перевес врагов, 
он лично сбил восемь фашистских самолётов, остальные повернули назад. Штурмовыми действиями было уничтожено 56 вражеских самолётов.

#### Суров был февраль 1943 года.
Шесть истребителей под командованием капитана Виктора Хасина прикрывали штурмовые действия четырёх «илов». На обратном курсе станция наведения передала приказание прикрыть пять штурмовиков, идущих бомбить противника в районе Старой Руссы. Несколько истребителей продолжали прикрывать первую группу «илов», а командир со своим ведомым взялся помогать штурмовикам. Через некоторое время он заметил десять «фоккеров» выше себя. Группа вражеских самолётов пошла в атаку на наши истребители. При выходе из атаки капитан Хасин поджёг одного стервятника, ведомый - другого. Бой продолжался.
В этом неравном сражении Виктор Хасин был тяжело ранен. Он выбросился из горящего самолёта. Ведомый прикрыл приземление командира.
Трое суток лежал в снегу, истекая кровью, бесстрашный командир, пока не был подобран санитарным самолётом.
Мужественному защитнику Родины не посчастливилось дожить до дня, когда над землей заполыхало Красное знамя Победы.
Память о нем живёт. В 70-е — 90-е годы XX века комсомольско-молодёжная бригада слесарей-ремонтников Винницкого химического завода имени Свердлова навечно зачислила в свои списки имя Героя Советского Союза Хасина Виктора Яковлевича., а его зарплату перечисляла в Фонд мира.
Бюст Героя установлен в городе Винница на территории музея ВВС Украины.

## Список известных воздушных побед В. Я. Хасина
| Д а т а    | Противник            | Место падения самолёта или проведения воздушного боя | Свой самолёт |
| ---------- | -------------------- | ---------------------------------------------------- | ------------ |
| 27.02.1942 | 1 Ме-109             | Змиев                                                | Як-1         |
| 27.07.1942 | 1 Ме-109 (в гр. 1/3) | Калач                                                | Як-1         |
| 03.08.1942 | 1 Ме-109 (в паре)    | Калач                                                | Як-1         |
| 16.08.1942 | 1 Ме-109             | севернее аэродром Пичуга                             | Як-1         |
| 19.08.1942 | 1 Ме-109 (в паре)    | район Сталинграда                                    | Як-1         |
| 26.11.1942 | 1 ФВ-189 (в гр. 1/4) | Шарымино                                             | Як-7         |
| 01.12.1942 | 1 Ю-88 (в паре)      | Курово - Костелево                                   | Як-7         |
| 03.12.1942 | 1 Ю-88 (в паре)      | Макарово                                             | Як-7         |
| 06.12.1942 | 1 ФВ-189 (в гр. 1/4) | Порохово - Корино                                    | Як-7         |
| 06.12.1942 | 1 Ме-109             | западнее Новосокольники                              | Як-7         |
| 16.12.1942 | 1 Ме-109             | Шарипино - Тележниково                               | Як-7         |
| 30.12.1942 | 1 Ме-109             | Евдокимово                                           | Як-7         |
| 06.01.1943 | 1 Ю-88               | Овсище - Киселевичи                                  | Як-7         |
| 27.02.1943 | 2 ФВ-190             | район Великих Лук                                    | Як-7         |